# Dunajská Streda
Dunajská Streda (węg. Dunaszerdahely, niem. Niedermarkt) – miasto powiatowe na Słowacji, w kraju trnawskim, na Małej Nizinie Naddunajskiej. Około 22,5 tys. mieszkańców (2011). Jedno z największych miast wyspy Žitný ostrov (węg. Csallóköz).

## Historia
Pierwsza wzmianka pochodzi z około 1250 – miejscowość nazywała się wówczas Zerda. Później nazwa zmieniała się jeszcze kilkukrotnie – Svridahel (1254), Zeredahely (1270), Zerdahel (1283), Zredahel (1358). Dopiero w XVIII wieku upowszechniła się nazwa Szerdahely, która w wolnym tłumaczeniu „Miejsce środowych targów” lub „Środowe miasto” (miejscowość otrzymała przywilej urządzania targów w środy, chociaż później przeniesiono je na piątek). Związek z targiem widoczny też jest w niemieckiej nazwie, która oznacza „Dolny targ”. W II połowie XIX wieku dodano przedrostek Duna- (Dunajski); nazwa słowacka jest używana od 1919.
Przez większość swojego istnienia Dunajská Streda była niewielkim miasteczkiem, pozostającym w cieniu Pozsony (dzisiejszej Bratysławy). Położone było w południowej części komitatu Pozsony (Pozsony vármegye) Królestwa Węgier. Od 1574 miasto królewskie, a od 1600 do 1848 należała do rodziny Pálffy. W XVIII wieku zaczęła się tutaj osiedlać liczna społeczność żydowska (z tego też powodu w XIX wieku nazywano ją Małą Jerozolimą). W 1880 na 4182 mieszkańców 3531 posługiwało się językiem węgierskim, a 416 niemieckim (spis nie wyróżniał narodowości, lecz używane języki, przy czym liczebność społeczności żydowskiej szacowano na 1,5-2 tysiące). W 1910 w spisie 4679 zadeklarowało język węgierski jako ojczysty, na ogólną liczbę 4762.

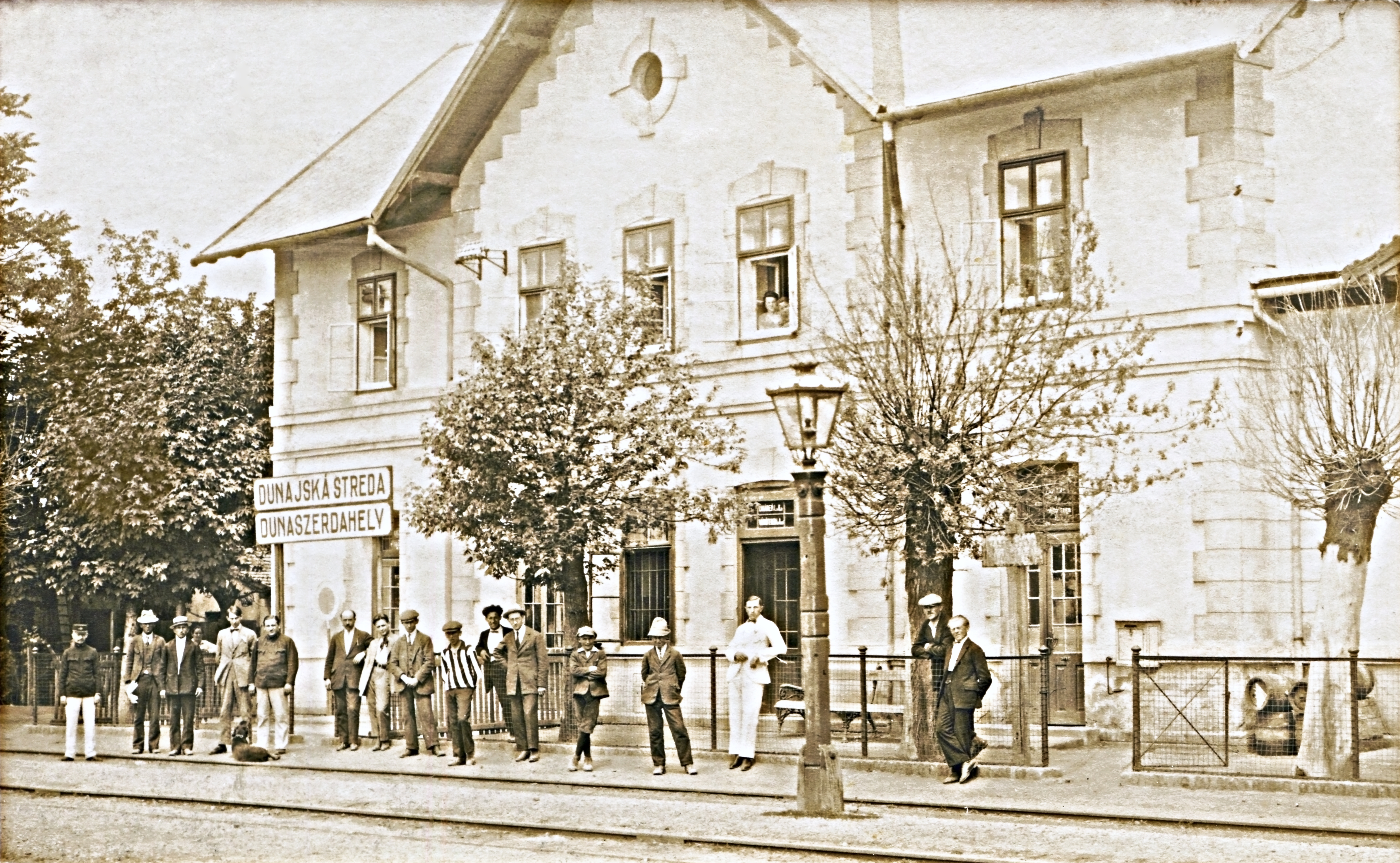
Przedwojenny dworzec kolejowy w mieście

Po traktacie w Trianon miasto znalazło się w granicach Czechosłowacji. Spis z 1930 podawał, że na 5706 mieszkańców 2944 było Węgrami, 2186 Żydami (głównie węgierskojęzycznymi), 503 Słowakami, a 73 Niemcami. Na krótko, w latach 1938–1945 powróciło do Węgier. Pod koniec II wojny światowej społeczność żydowska została przewieziona do obozów koncentracyjnych i wymordowana, natomiast synagoga uległa zniszczeniu podczas bombardowań, a ruiny usunięto w latach 50.
W okresie socjalizmu miejscowość poddano szybkiej industrializacji. W latach 90. zaniedbane centrum miasta poddano spektakularnej przebudowie – węgierski architekt Imre Makovecz odbudował (a właściwie wybudował od nowa) starówkę.
W XIX i XX wieku do miasta włączono wiele okolicznych wsi:
- Stredská Nová Ves/Szerdahely-Újfalu, Felserská Nová Ves/Félszer-Újfalu, Bašatejed/Bassa-Tejed (początek XIX wieku),
- Nemešseg/Nemesszeg (ok. 1850),
- Elötejed (po 1863),
- Mladé Blahovo/Síkabony (wcześniej znane pod nazwą Kisabony, 1960),
- Mliečany/Ollétejed (1960).

## Demografia
W 2001 liczyło 23 519 mieszkańców, w tym 18 756 Węgrów (79,75%), 3588 Słowaków, 353 Romów, 147 Czechów i 24 Niemców. Z prawie 80% populacją węgierską jest pod tym względem trzecim miastem na Słowacji, jest również jednym z miast najbardziej rozwijających się.

## Gospodarka
W mieście rozwinął się przemysł spożywczy, włókienniczy oraz maszynowy.

## Atrakcje turystyczne
- romański kościół katolicki pw. św. Jerzego z 1341, przebudowany częściowo w XVI wieku,
- neoklasyczny (początkowo barokowy) Žltý kaštieľ (Żółty Dwór) z 1770, w którym mieści się muzeum,
- Kortárs Magyar Galéria – węgierska galeria sztuki,
- kościół ewangelicki z 1883,
- kalwaria,
- pomnik poświęcony zagładzie Żydów, stojący w miejscu dawnej synagogi.

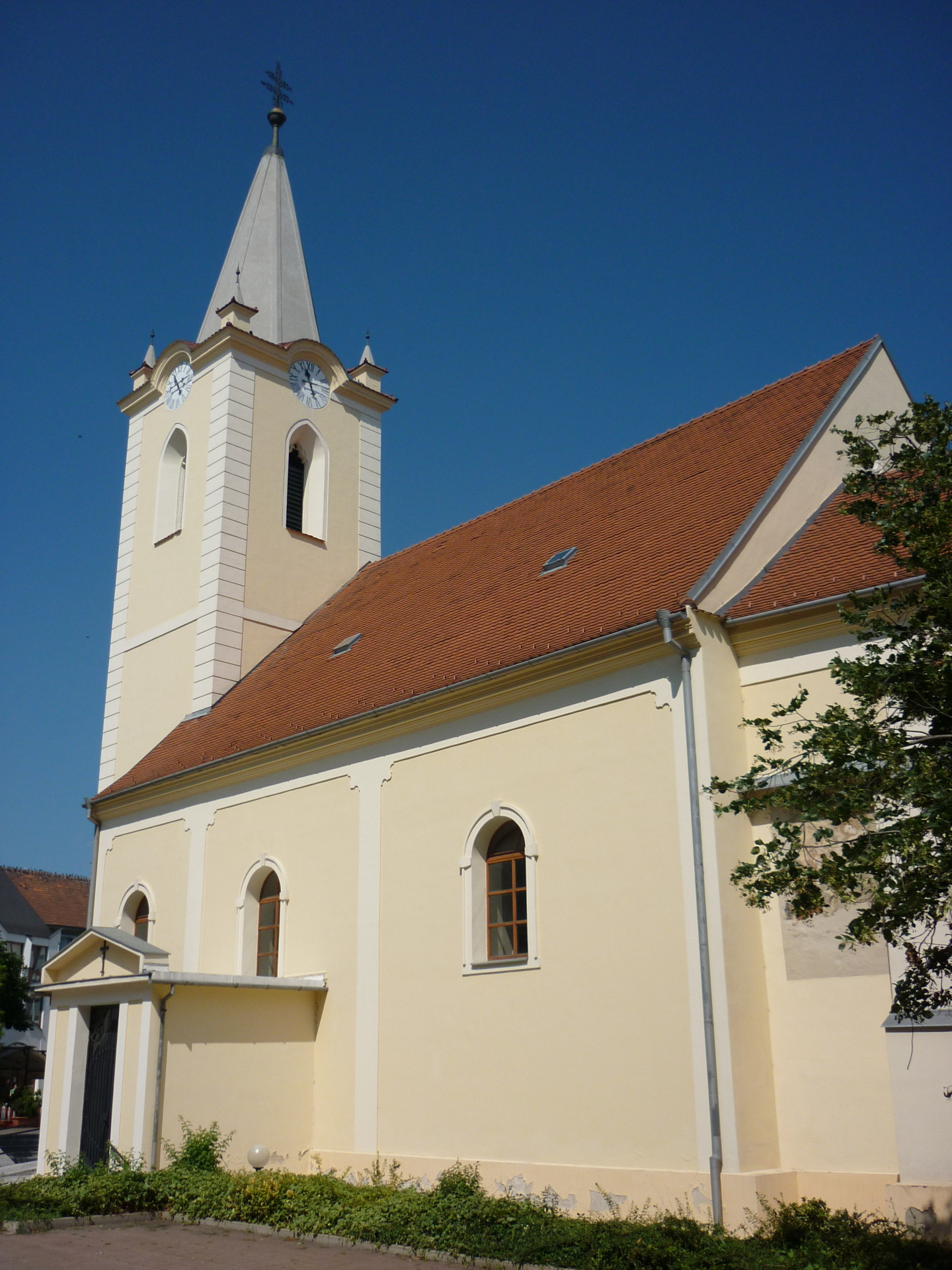
Kościół św. Jerzego
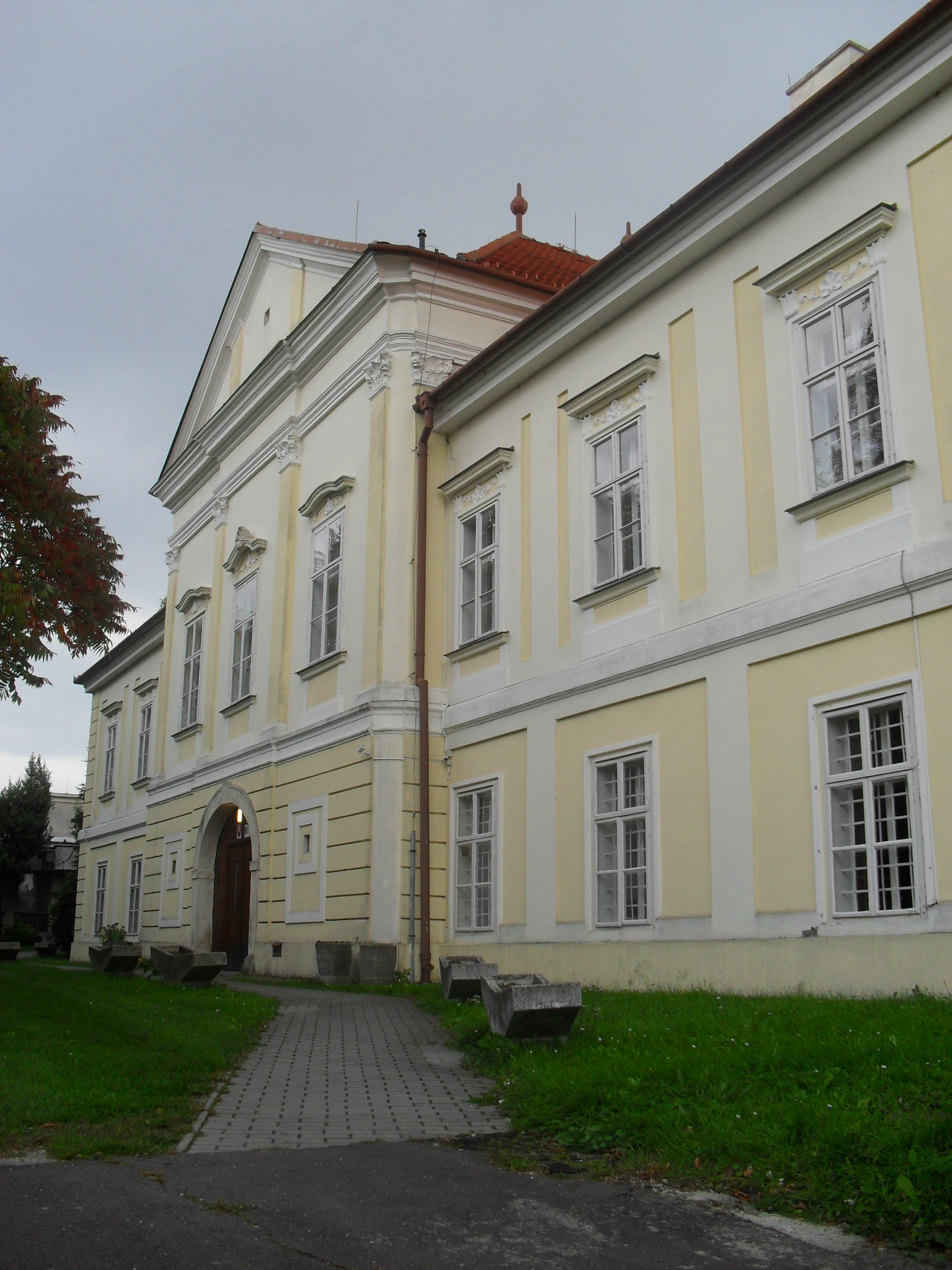
Żółty Dwór
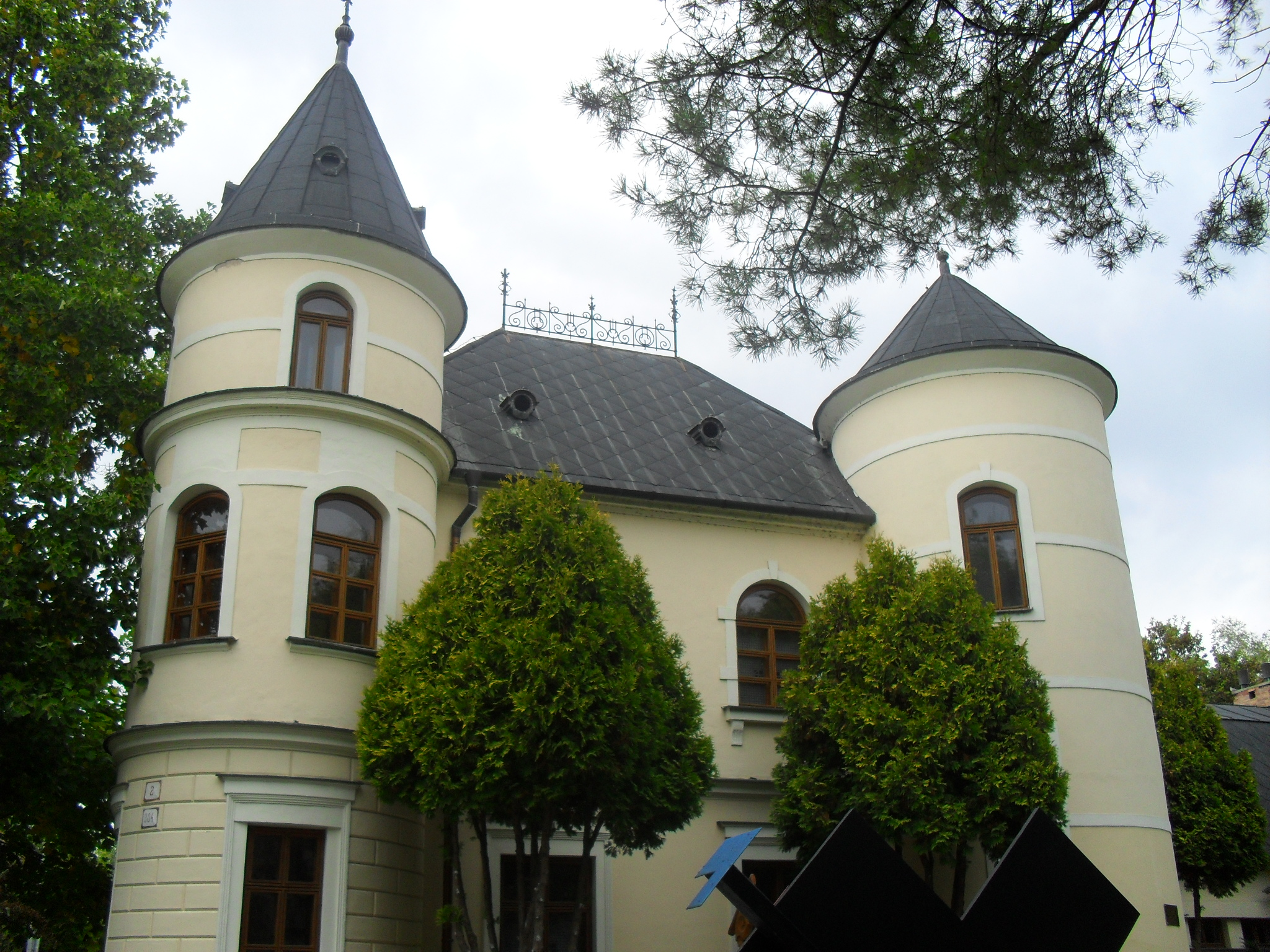
Kortárs Magyar Galéria
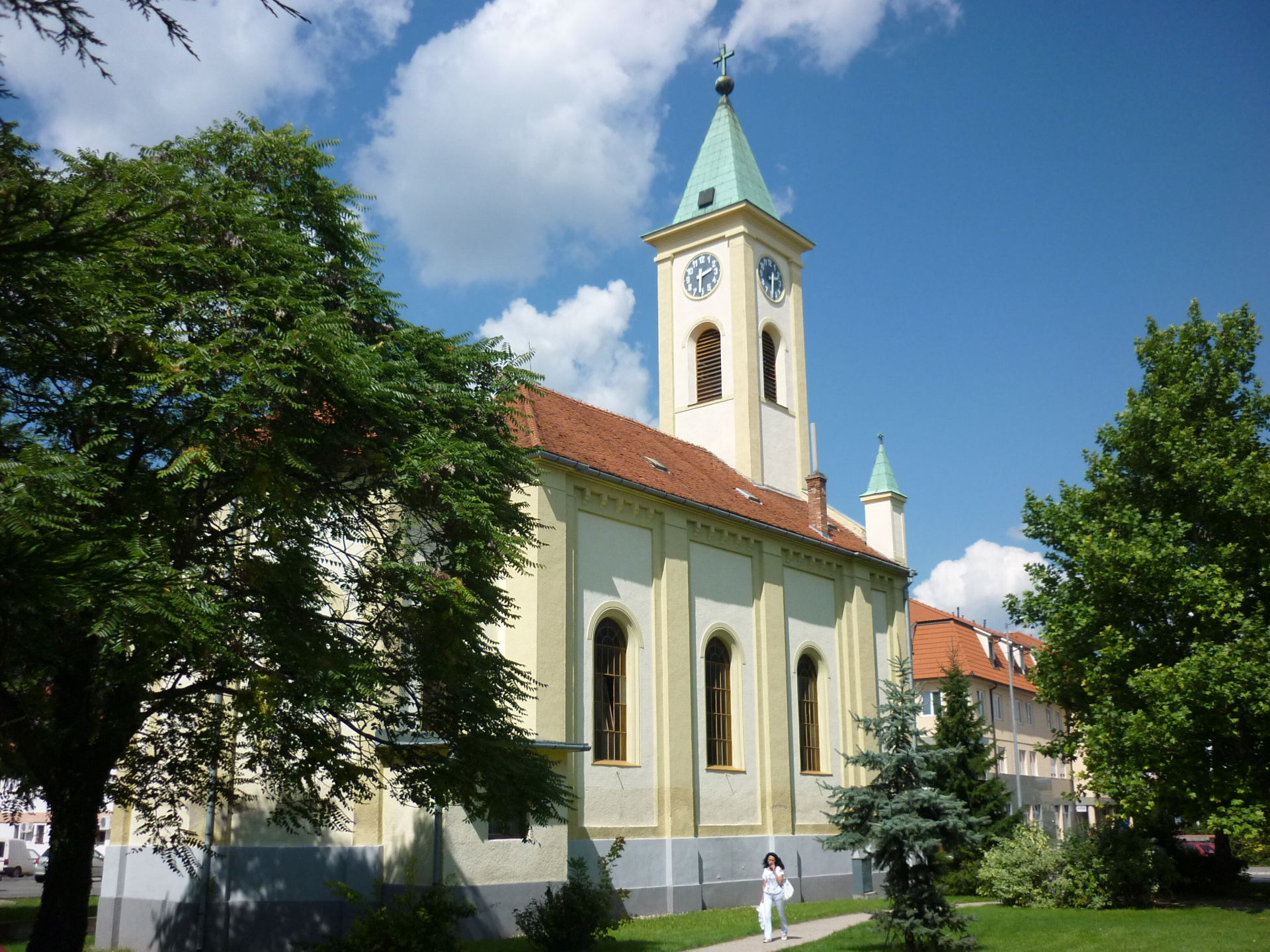
Kościół ewangelicki
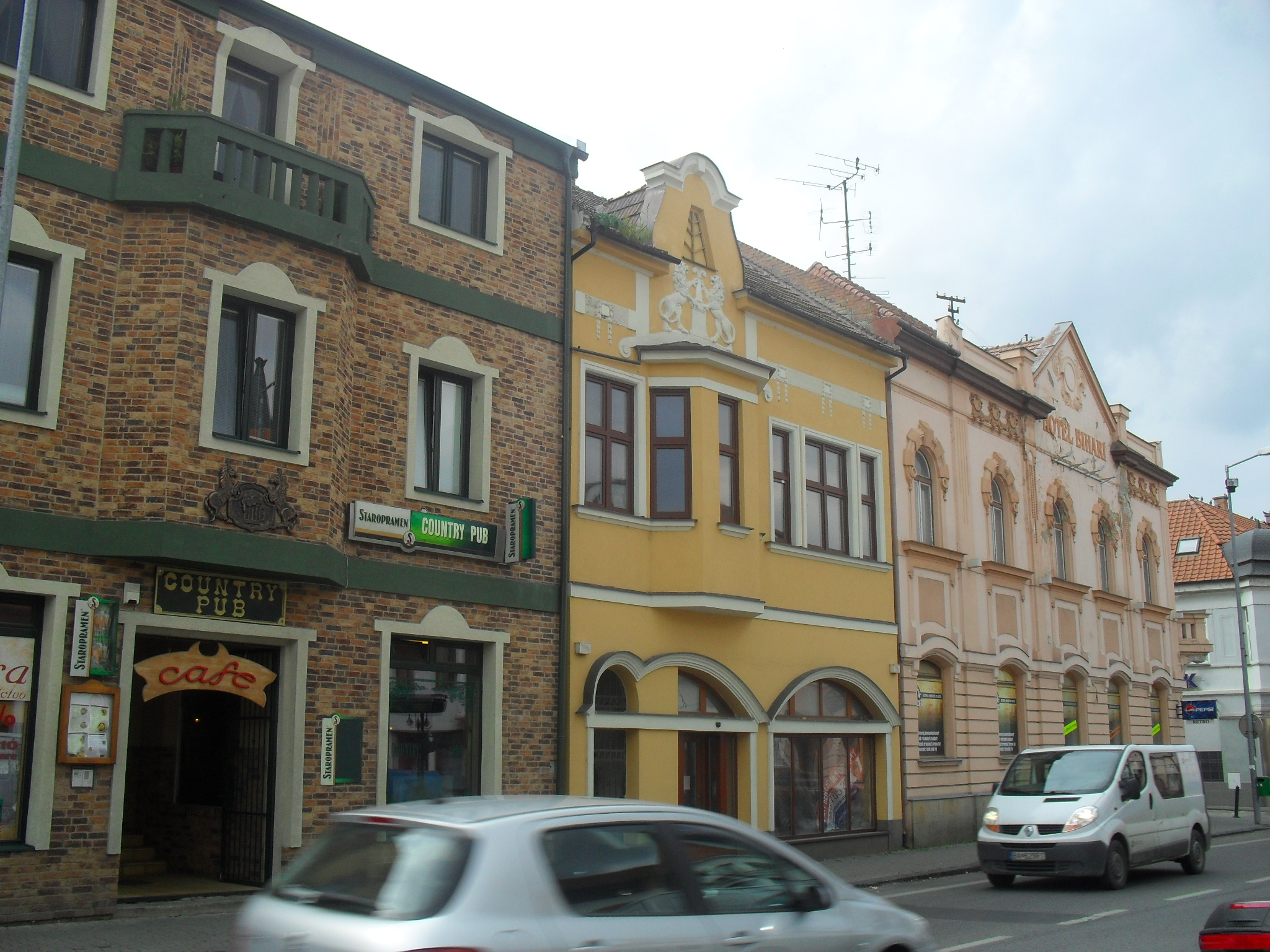
Kamieniczki w centrum miasta

## Sport

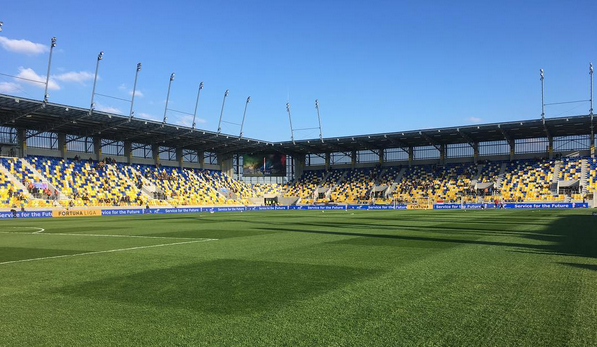
Stadion piłkarski MOL Aréna

- DAC 1904 Dunajská Streda – klub piłkarski

## Miasta partnerskie
- Gödöllő, Węgry
- Odorheiu Secuiesc (Székelyudvarhely), Rumunia
- Subotica (Szabadka), Serbia
- Senta, Serbia